# Armando Diaz
Armando Diaz (Napulj, 5. prosinca 1861. – Rim, 29. veljače 1928.) je bio talijanski maršal i vojni zapovjednik. Tijekom Prvog svjetskog rata zapovijedao je 49. divizijom i XXIII. korpusom, te obnašao dužnost načelnika Glavnog stožera talijanske vojske. Nakon rata obnašao je dužnost ministra rata.

## Obitelj
Armando Diaz je rođen 5. prosinca 1861. godine u Napulju. Sin je Ludovica i Irene Diaz rođ. Cecconi u obitelji španjolskog podrijetla. Armandov djed Antonio Diaz bio je ratni vođa tijekom vladavine Ferdinanda II. Otac Ludovico bio je mornarički časnik najprije u Bourbonskoj, a potom u talijanskoj mornarici. Nakon što je radio u brodogradilištima u Genovi i Veneciji, Armandov otac je preminuo 1871., nakon čega se njegova majka preselila u Napulj zajedno s njihovo četvoro djece. Armando je 23. travnja 1895 sklopio brak sa Sarom De Rosa s kojom je imao troje djece i to sina Marcella, te kćeri Annu i Irenu.

## Vojna karijera
Armando je osnovnoškolsko obrazovanje stekao u privatnim školama, nakon čega se posvetio vojnoj karijeri pohađajući vojnu školu u Napulju. Potom pohađa Vojnu akademiju u Torinu na kojoj diplomira u rujnu 1879. godine. Godine 1882. promaknut je u čin poručnika, da bi od 1884. bio raspoređen na službu u 10. pukovniju poljskoga topništva gdje se nalazi na službi do 1890. kada je premješten u 1. pukovniju poljskoga topništva u Foligno. Te iste 1890. godine, u ožujku, unaprijeđen je u čin satnika. Od 1893. pohađa Ratnu školu koju završava 1895. kao prvi u klasi. Od 1895. raspoređen je na službu u Glavni stožer u Rim, gdje radi u tajništvu. Godine 1899. promaknut je u čin bojnika, nakon čega 18 mjeseci zapovijeda bojnom u 16. pješačkoj pukovniji. Potom je 1909. unaprijeđen u čin potpukovnika, da bi u listopadu 1910. bio imenovan načelnikom stožera divizije smještene u Firenzi.
U srpnju 1910. promaknut je u čin pukovnika, te imenovan zapovjednikom 21. pješačke pukovnije smještene u La Speziji. Tijekom Talijansko-turskog rata, u svibnju 1912., upućen je u Libiju kako bi zamijenio zapovjednika 93. pješačke pukovnije koji se razbolio. U Libiji 20 rujna 1912. sudjeluje u Bitci kod Sidi Bilala u kojoj je tijekom napada svoje pukovnije ranjen u lijevo rame. Nakon što se oporavio od posljedica ranjavanja, u siječnju 1913. vratio se na službu u Glavni stožer gdje obnaša dužnost glavnog tajnika načelnika Glavnog stožera Alberta Pollia. Na navedenoj dužnosti ostaje i nakon što je nakon smrti Pollija, na mjesto načelnika Glavnog stožera imenovan Luigi Cadorna. U listopadu te iste godine unaprijeđen je u čin general bojnika, te imenovan zapovjednikom brigade Siena. Međutim, ubrzo je ponovno povučen na službu u Glavni stožer, gdje u svibnju 1915. postaje načelnikom operativnog odjela koji međutim, nije imao u svojoj nadležnosti vođenje vojnih operacija, već samo koordinaciju između pojedinih odjela Glavnog stožera. Navadenu dužnost obnaša i kada je Italija  u svibnju 1915. ušla u rat na strani Antante.

## Prvi svjetski rat
Nakon što je uspješno rukovodio radom operativnog odjela Glavnog stožera dulje od godine dana, zatražio je da ga se uputi na bojište. Krajem lipnja 1916. promaknut je u čin general poručnika, te imenovan zapovjednikom 49. divizije. Navedena divizija nalazila se u sastavu 3 armije, te je držala položaje na Krasu. Zapovijedajući 49. divizijom sudjeluje u krvavim borbama za San Michele, a na jesen zauzima San Grado di Merna. Kao zapovjednik pokazuje visoku profesionalnost nastojeći postići ciljeve uz znatnu uporabu topništva i što manje gubitaka. Posebice se brinuo za uvjete u kojima su vojnici živjeli bojištu, te ih je u čestim inspekcijama na bojištu ohrabrivao. Nevoljko je kažnjavao vojnike, posebice zbog manjih prijestupa, koje kažnjavanje je tada u talijanskoj vojsci bilo često i uobičajeno. 

U travnju 1917. imenovan je prvim zapovjednikom novoformiranog XXIII. korpusa koji je ušao u sastav 3 armije. Navedeni korpus također je raspoređen na Kras, u sektor Castagnevizze, te je odmah bio predmetom austrougarskog protunapada u Desetoj bitci na Soči koji je uspješno odbio. U kolovozu 1917. tijekom Jedanaeste bitke na Soči uspješno napreduje u području južno od Oppacchiaselle, nakon čega u rujnu odbija austrougarski protunapad usmjeren na povrat izgubljenih položaja. Tijekom inspekcije i izviđanja položaja 3. listopada 1917. lakše je šrapnelom ranjen u desnu ruku.

## Načelnik Glavnog stožera
Dana 24. listopada 1917. počela je velika austro-njemačka ofenziva koja je probila talijanske linije kod Kobarida. Nakon proboja talijanska vojska se u neredu počela povlačiti uz velike gubitke i veliki broj zarobljenika. Pala je i talijanska vlada, te je 30 .listopada 1917. formirana nova pod predsjedanjem Vittorija Orlanda.
Orlando je odmah tražio da se Cadorna razriješi dužnosti, a isto su zatražili francuski general Ferdinand Foch i načelnik britanskog Glavnog stožera William Robertson koji su stigli u Treviso. U Rapallu je 6. i 7. studenog održana saveznička konferencija kojoj su prisustvovali talijanski, francuski i britanski premijer, te generali Foch i Robertson. Saveznički predstavnici suglasili su se da upute pomoć talijanskoj vojsci, ali su zahtijevali da se Cadorna smijeni, te da se na njegovo mjesto imenuje vojvoda od Aoste. Sudionici konferencije izvijestili su 8. studenog o rezultatima konferencije kralja, koji se suglasio s Cadorninom smjenom, ali nije prihvatio zahtjev da se na njegovo mjesto imenuje vojvoda od Aoste. Kralj je na iznenađenje svih, predložio Diaza za novog načelnika Glavnog stožera, kojeg je tijekom posjeta bojišta na Krasu upoznao kao vještog zapovjednika sposobnog da svojom agilnošću pozitivno utječe na vojnike i podređene zapovjednike. Diaz je za kraljev prijedlog saznao navečer 8. studenog, te je isti odmah i prihvatio usprkos teškim okolnostima u kojima se nalazila talijanska vojska. Konačno, 9. studenog 1917. imenovan je načelnikom Glavnog stožera talijanske vojske, dok su njegovim zamjenicima imenovani generali Gaetano Giardino i Pietro Badoglio.

Nakon imenovanja Diaz je odmah reorganizirao Glavni stožer. Cadorna je kao načelnik imao preveliku vlast, tako da je Diaz rad Glavnog stožera odmah decentralizirao prenijevši velik dio ovlasti na sebi podređene zadržavajući pritom za sebe kontrolnu ulogu u čemu su mu pomagali njegovi zamjenici Badoglio i Giardino. Ojačao je obavještajni rad vojske kao i Glavnog stožera koji su postali odlučni element kod planiranja operacija koje je sada vodio operativni odjel pod Ugom Cavallerom. Osigurao je učinkovitu kontrolu nad odvijanjem operacija na bojištu zahvaljujući mreži časnika za vezu. Pritom je cijenio rad svojih suradnika, posebice Badoglia, kojima je delegirao pripremu i izvršenje važnih zadataka, zadržavajući međutim, za sebe konačnu odluku kod izvanrednih situacija.
U političkim pitanjima od početka obnašanja dužnosti osobno se bavio odnosima s kraljem, Vladom i saveznicima. S kraljem sastajao se dva puta na tjedan, a ako su prilike to zahtijevale i češće. S predsjednikom Vlade Orlandom sastajao se tri ili četiri puta mjesečno, u Glavnom stožeru ili u Rimu, kako bi se osiguralo jedinstvo djelovanja u teškoj situaciji. Bez pogovora je prihvatio osnivanje Ratnog vijeća koje je bio sastavljeno od premijera i sedam ministara, a u kojemu su načelnici Glavnog stožera i mornarice imali samo savjetodavni glas. Često se sastajao s ministrima i drugim uglednim političarima, ne miješajući se pritom u unutarnje sukobe koji karakteriziraju rad većine Vlada. Sve to nije podrazumijevalo njegovu pretjeranu podčinjenost političkim zahtjevima jer nije prihvaćao uplitanje političkih čimbenika u njegovo područje odgovornosti, za što je, za razliku od Cadorne imao elastičniji, ali ne manje jasan pristup. I s francusko-britanskim saveznicima imao je dobre odnose. Nije bio toliko osjetljiv kao Cadorna na potrebu za jedinstvenim vođenjem koalicijskog rata i uvijek je odbijao započeti ofenzive bez ikakvog drugog cilja, osim neizravnog olakšavanja savezničkog položaja na Zapadnom bojištu, ali uspio je ostaviti dojam pozitivne sigurnosti i spremnosti na suradnju i uspostaviti profitabilne kontakte na razini velikih država.
Diazova velika i nesporna zasluga kao vrhovnog zapovjednika je bilo njegovo aktivno zanimanje za životne uvjete vojnika. U tome nije bio usamljen, jer je 1918. bilo široko uvjerenje da je talijanski poraz kod Kobarida uglavnom posljedica fizičkog i moralnog umora talijanskih vojnika. Diaz je dao odlučujući impuls kako bi se poboljšali životni uvjeti vojnika na bojištu. Učinio sve kako bi vojnicima osigurao pravilnu i redovitu prehranu u rovovima, kraći boravak u smjenama na bojištu, te učestali i sigurni dopust kada se ne nalaze na bojištu.
Uspješno je nastojao poboljšati sposobnosti talijanske vojske i njezinu opremljenost. Tako se uz političku potporu sve više razvijalo talijansko naoružanje, a znatno je ojačano topništvo kao i zrakoplovstvo kako bi ostvarilo o zračnu prevlast na bojištu. Velika pažnja posvetila se ojačavanju morala vojnika. Tako je između intelektualaca koji su se nalazili na bojištu izabrani oni koji su izdavali novine za vojnike koji su se nalazili u rovovima. Ojačana je i propagandna djelatnost koja je promicala patriotski duh, dok se, s druge strane, cenzurom nastojalo onemogućiti negativni utjecaj, posebice strani, na vojnike na bojištu i u pozadini.

Nakon imenovanja Diaz je zbog poraza kod Kobarida i teškog stanja talijanske vojske bio prisiljen na defenzivu. Odmah je u studenom 1917. uspio zastaviti austrougarsko napredovanje u Prvoj bitci na Monte Grappi. U prvoj polovici 1918. posvetio se jačanju i reorganizaciji vojske, tako da je talijanska vojska u lipnju 1918. uspješno zaustavila austrougarsku ofenzivu u Bitci na Piavi. Nakon Bitke na Piavi, Diaz je usprkos agresivnim zahtjevima saveznika odbijano pokrenuti ofenzivu smatrajući da za istu talijanska vojska još nije bila spremna. Konačno, talijanska ofenziva pokrenuta je 24. listopada 1917., kada je austrougarska vojska već gotovo bila pred kolapsom, te uzrokovala težak austrougarski poraz u Bitci kod Vittoria Veneta koji je pridonio raspadu Austro-Ugarske. Pred sam kraj rata, 4. studenog 1918., promaknut je u čin generala armije, tada najviši čin u talijanskoj vojsci. Prije toga, u veljači 1918., imenovan je senatorom.

## Poslije rata
Nakon završetka rata Diaz je nastavio obnašati dužnost načelnika Glavnog stožera nastojeći riješiti probleme koji su se javili završetkom rata (demobilizacija talijanske vojske, okupacija zauzetih teritorija i dr.). Sudjelovao je zajedno s Orlandom u radu Versailleske mirovne konferencije tijekom 1919., te nije podržavao D'Annunzijevo zauzimanje Rijeke ne vjerujući općenito u talijansko širenje na istočnu obalu Jadrana. Tijekom 1919. kod Diaza je sazrijevala odluka o napuštanju dužnosti načelnika Glavnog stožera na što je u određenoj mjeri utjecalo i njegovo zdravstveno stanje s obzirom na to da je bolovao od kroničnog bronhitisa od kojeg je obolio tijekom vojnog službovanja na Krasu. Dužnost načelnika Glavnog stožera napušta 24. studenog 1919. kada ga na tom mjestu zamjenjuje Pietro Badoglio. 
Odmah nakon što je napustio mjesto načelnika Glavnog stožera imenovan je Glavnim inspektorom talijanske vojske, što je uglavnom predstavljalo počasnu dužnost. U travnju 1920. odlukom Vlade koja se temeljila na ekonomskim restrikcijama i smanjenju vojnog osoblja, znatno su smanjene ovlasti glavnog vojnog inspektora, te je Diaz de facto umirovljen. Međutim, takvo stanje nije drugo trajalo jer je Diaz, zajedno s drugim istaknutim generalima, podržavao reformu vojske u okviru koje je načelnik Glavnog stožera Badoglio većinu svojim ovlasti prenio na Vojno vijeće. Vojnom vijeću predsjedao je ministar rata, jedini civil među generalima, dok je dužnost zamjenika predsjednika preuzeo Diaz. U tom razdoblju Diaz je vrijeme dijelom provodio u Rimu gdje je imao ured i iznajmljeni stan, dijelom u Napulju gdje mu je zbog ratnih zasluga dodijeljena vila, te na Capriju gdje je provodio ljetne mjesece. U studenom 1921. otputovao je u Sjedinjene Države, u Kansas City, gdje je uz druge istaknute savezničke zapovjednike, prisustvovao otvaranju Nacionalnog spomenika i muzeja Prvog svjetskog rata. Po povratku iz Sjedinjenih Država, odlukom Kralja Viktora Emanuela III. 24. prosinca 1921. dodijeljena mu je titula Vojvoda pobjede (Duca della Vittoria).

## Ministar rata
Tijekom političkih previranja početkom 1920-ih godina Diaz nije javno podržavao rastući fašistički pokret. Tijekom fašističkog Marša na Rim (22. – 29. listopada 1922.) kralj je upitao Diaza da li će vojska zaustaviti marš fašističkih crnokošuljaša. Diaz je kralju odgovorio da će vojska izvršiti svoju dužnost, ali da to ne bi bilo pametno testirati u danim okolnostima kada bi to značilo pucati u značajan broj talijanskih građana. Vojska se na kraju nije suprotstavila fašističkom maršu, što je omogućilo da Mussolini dođe ne vlast. Odmah po dolasku fašista na vlast, Diaz je u novoj fašističkoj vladi 31. listopada 1922. imenovan ministrom rata.

Na dužnosti ministra rata nastojao je reformirati i reorganizirati vojsku, a kako bi se okončala konfuzna situacija stvorena preklapanjem demobilizacije, pokušajima reforme i pasivnim otporom vojne hijerarhije. Novim ustrojem vojske iz siječnja 1923. ojačana je uloga Mussolinijeve vlade u vojnim pitanjima, a vojska je vraćena na predratni ustroj od 30 pješačkih divizija s znatno manjim brojem časnika. Diaz je odobrio osnivanje i ustroj dobrovoljačih milicija, te je na taj način okončao monopol vojske kao čuvara reda i države. Tijekom njegovog mandata zrakoplovstvo je ustrojeno kao zaseban rod oružanih snaga.
Početkom 1924. kod Diaza je sazrijela odluka da napusti mjesto ministra rata. Smatrao je da je proveo najvažnije i najnužnije reforme u vojsci, a naporni rad kao ministra sve mu je bio teži zbog njegovih zdravstvenih problema. Kako ne bi oslabio položaj vlade, ostavku je podnio 30. travnja 1924. nakon travanjskih izbora. Na mjestu ministra rata zamijenio je ga je, uz njegov pristanak, general Antonino Di Giorgio. Odmah po podnošenju ostavke imenovan je zamjenikom Vrhovnog obrambenog povjerenstva koje je trebalo koordinirati nacionalne pripreme za rat, koju dužnost je obnašao do smrti.

## Smrt
Nakon napuštanja dužnosti ministra rata, Diaz je vrijeme provodio u Rimu i Napulju, a ljetne mjesece na Capriju. Zajedno s Luigijem Cadornom, 4. studenog 1924. promaknut je od fašističkih vlasti novoustrojeni, čin maršala Italije. Početkom 1925. priklonio se drugim ratnim generalima u senatu protiveći se prijedlogu novog ustroja vojske koji je predložio ministar rata Antonino Di Giorgio, koji prijedlog na kraju nije prihvaćen, što je rezultiralo ministrovom ostavkom.
Armando Diaz preminuo je 29. veljače 1928. godine u 67. godini života u Rimu. Priređen mu je državni pogreb kojemu su prisustvovali predsjednik Vlade Benito Mussolini, kao i kralj Viktor Emanuel III. Diazovo tijelo pronijeto je u procesiji kroz Rim čemu su bile nazočne tisuće ljudi, da bi bilo na kraju pokopano u Bazilici Svete Marije od anđela i božjih mučenika gdje je kasnije pokopan i veliki admiral Paolo Thaon di Revel.

## Vanjske poveznice
(eng.) Armando Diaz na stranici Firstworldwar.com

(eng.) Armando Diaz na stranici Historyofwar.org

(eng.) Armando Diaz na stranici Encyclopedia.1914-1918-online.net

(tal.) Armando Diaz na stranici Treccani.it

(tal.) Armando Diaz na stranici Senato.it  Arhivirana inačica izvorne stranice od 10. listopada 2021. (Wayback Machine)

(rus.) Armando Diaz na stranici Hrono.ru